# Françoise Hetto-Gaasch
Françoise Hetto-Gaasch (ur. 21 maja 1960 w Dudelange) – luksemburska polityk i samorządowiec, deputowana, w latach 2009–2013 minister.

## Życiorys
Ukończyła szkołę średnią Lycée Michel-Rodange w Luksemburgu, następnie studia w instytucie pedagogicznym ISERP w Walferdange. Pracowała w szkolnictwie, organizacjach pozarządowych, później do 2004 jako prezenterka radiowa i telewizyjna.
Zaangażowała się w działalność polityczną w ramach Chrześcijańsko-Społecznej Partii Ludowej, do której wstąpiła w 1999. W tym samym roku została radną miejscowości Junglinster. W latach 2005–2007 wchodziła w skład jej zarządu, a następnie do 2009 pełniła funkcję burmistrza. W 2004 uzyskała mandat posłanki do Izby Deputowanych, z powodzeniem ubiegała się o reelekcję w wyborach w 2009, 2013 i 2018.
Od lipca 2009 do grudnia 2013 sprawowała urząd ministra ds. klasy średniej i turystyki oraz ministra ds. równych szans w piątym rządzie Jeana-Claude’a Junckera.